# Arshad al-Alawi
Arshad Said Saleh Al-Alawi (arabisch أرشد العلوي, DMG Aršad al-ʿAlawī; * 12. April 2000 in Nizwa) ist ein omanischer Fußballspieler.

## Karriere

### Klub
Bis zur Saison 2018/19 spielte er noch für al-Shabab. Danach wechselte er zum Oman Club. Seit Ende November 2020 steht er im Kader von al-Seeb.

### Nationalmannschaft
Seinen ersten bekannten Einsatz für die omanische Fußballnationalmannschaft hatte er am 14. November 2019 bei einem 4:1-Sieg über Bangladesch während der Qualifikation für die Fußball-Weltmeisterschaft 2022. Hier wurde er zur 57. Minute für Zahir al-Aghbari eingewechselt und erzielte in der 78. Minute das zwischenzeitliche 3:0. In der 90.+1. Minute bereitete er zudem noch das 4:1 durch Amran al-Hidi vor. Seitdem kam er nebst weiteren Qualifikationsspielen auch noch in zwei Partien des Golfpokal 2019 zum Einsatz, wie auch in jeder Partie der Mannschaft beim FIFA-Arabien-Pokal 2021.